# ديريك وايت (لاعب كرة سلة)
ديريك وايت (2 يوليو 1994 في الولايات المتحدة - ) (بالإنجليزية: Derrick White)‏ هو لاعب كرة سلة أمريكي في مركز هجوم خلفي. لعب مع سان أنطونيو سبرز.

## وصلات خارجية
- ديريك وايت على موقع إن بي أي (الإنجليزية)
- ديريك وايت على موقع سبورتس رفرنس (الإنجليزية)
- ديريك وايت على موقع كرة السلة الأوروبية.كوم (الإنجليزية)
- ديريك وايت على موقع إي إس بي إن.كوم (الإنجليزية)
- ديريك وايت على موقع كلية كرة السلة في سبورتس رفرنس.كوم (الإنجليزية)
- ديريك وايت على موقع ريلجم (الإنجليزية)
- ديريك وايت على موقع بروبوليرز (الإنجليزية)
- ديريك وايت على موقع سبورتس رفرنس (الإنجليزية)
- ديريك وايت على موقع سبورتس رفرنس (الإنجليزية)